# NGC 154
NGC 154 é uma galáxia elíptica (E?) localizada na direcção da constelação de Cetus. Possui uma declinação de -12° 39' 21" e uma ascensão recta de 0 horas, 34 minutos e 19,4 segundos.
A galáxia NGC 154 foi descoberta em 27 de Novembro de 1785 por William Herschel.